# مارفن ماير
مارفن ماير (بالإنجليزية: Marvin Meyer)‏ هو مترجم أمريكي، ولد في 16 أبريل 1948، وتوفي في 16 أغسطس 2012 بسبب ورم ميلانيني.